# Asisat Oshoala
Asisat Lamina Oshoala (Ikorodu, Nigèria, 9 d'octubre de 1994) és una futbolista nigeriana que juga com a davantera al Bay Football Club, fundat l'any 2023, de la National Women's Soccer League (NWSL) , on hi va arribar traspassada pel FC Barcelona a primers de 2024. El 2014 va guanyar el Baló d'Or del Mundial sub-20 i el Campionat d'Àfrica, on Nigèria, va ser subcampió i campió respectivament. Aquell any va ser nomenada millor jugadora d'Àfrica i millor jugadora dels premis de la BBC. L'any 2022 va obtenir per cinquena vegada el premi Futbolista africana de l'any que atorga la Confederació Africana de Futbol.
El 2015 va jugar el seu primer Mundial absolut. L'hivern de 2019 va marxar cedida al FC Barcelona i es va convertir en la primera jugadora africana en marcar a la final d'una Lliga de Campions el mateix any a Budapest. El juny de 2019 es va anunciar que el Barça executava l'opció de compra de la jugadora nigeriana. La nigeriana estaria al club 4 temporades completes i dues mitges temporades on guanyaria 14 títols i marcant 117 gols durant aquestes sis temporades.

## Trajectòria
| Temporades      | Club            | Títols                                                                                          | Selecció (fases finals)                                     |
| --------------- | --------------- | ----------------------------------------------------------------------------------------------- | ----------------------------------------------------------- |
| 08/09 - 12/13   | FC Robo         |                                                                                                 | Mundial sub-20 2012 (4t lloc)                               |
| 13/14 - 14/15 0 | Rivers Angels 0 | 1 Lliga, 2 Copes 0                                                                              | Mundial sub-20 2014 (subcampió) Copa d'Àfrica 2014 (campió) |
| 2015            | Liverpool FC    |                                                                                                 | Mundial 2015 (1a fase)                                      |
| 2016            | Arsenal FC      | 1 Copa                                                                                          |                                                             |
| 2017-18         | Dalian Qaunjian |                                                                                                 |                                                             |
| 2019 - gen 24   | FC Barcelona    | 4 Lligues, 3 Copes de la Reina, 2 Lligues de Campiones, 4 Supercopes d'Espanya 1 Copa Catalunya |                                                             |
| feb 24 - act    | Bay FC          |                                                                                                 |                                                             |